# Johan Wilhelm Nordenfeldt
Johan Wilhelm Nordenfeldt, född 2 januari 1704, död 29 december 1768 på sin gård Lilla Täby i Björskogs socken, Västmanlands län, var en svensk brukspatron.
Han var son till Johan Norijn Nordenfeldt och Catharina Elisabet Petre (1686–1720) samt från 1730 gift med sin kusin Anna Catharina Dahl (född 1706) som var dotter till stadskamreraren i Stockholm Johan Dahl. Paret fick fyra barn. 
Som godsägare och brukspatron drev han Lilla Täby i Björskogs socken och Frösvidal 1725–1748. Han fick assessors titel 1752.